# Radsport-Verein Grün-Weiß Hannover von 1925
Der Radsport-Verein Grün-Weiß Hannover von 1925 ist ein Radsportverein aus Hannover, der seinen Sitz später nach Langenhagen verlegte.

## Geschichte
Der Verein Grün-Weiß Hannover von 1925 wurde am 15. April 1925 als RV Vahrenwald gegründet. Nach Umbenennung 1929 in RV Meister erhielt er 1951 seinen heutigen Namen. 1931 gewann der Verein die hannoverschen Radrenn-Mannschaftsmeisterschaft.
Der Verein ist Heimat erfolgreicher Rennfahrer wie dem ehemaligen Weltmeister der Profi-Steher Erich Möller, des Juniorenweltmeisters im Punktefahren Rüdiger Leitlof und des deutschen Querfeldeinmeisters und späteren Bundestrainers der Frauen Klaus Jördens.
Der Verein war 1959, 1973 und 1977 Ausrichter der deutschen Querfeldein-Meisterschaften sowie 1961 und 1977 Ausrichter der Querfeldein-Weltmeisterschaften.